# Carmagnole (indumento)

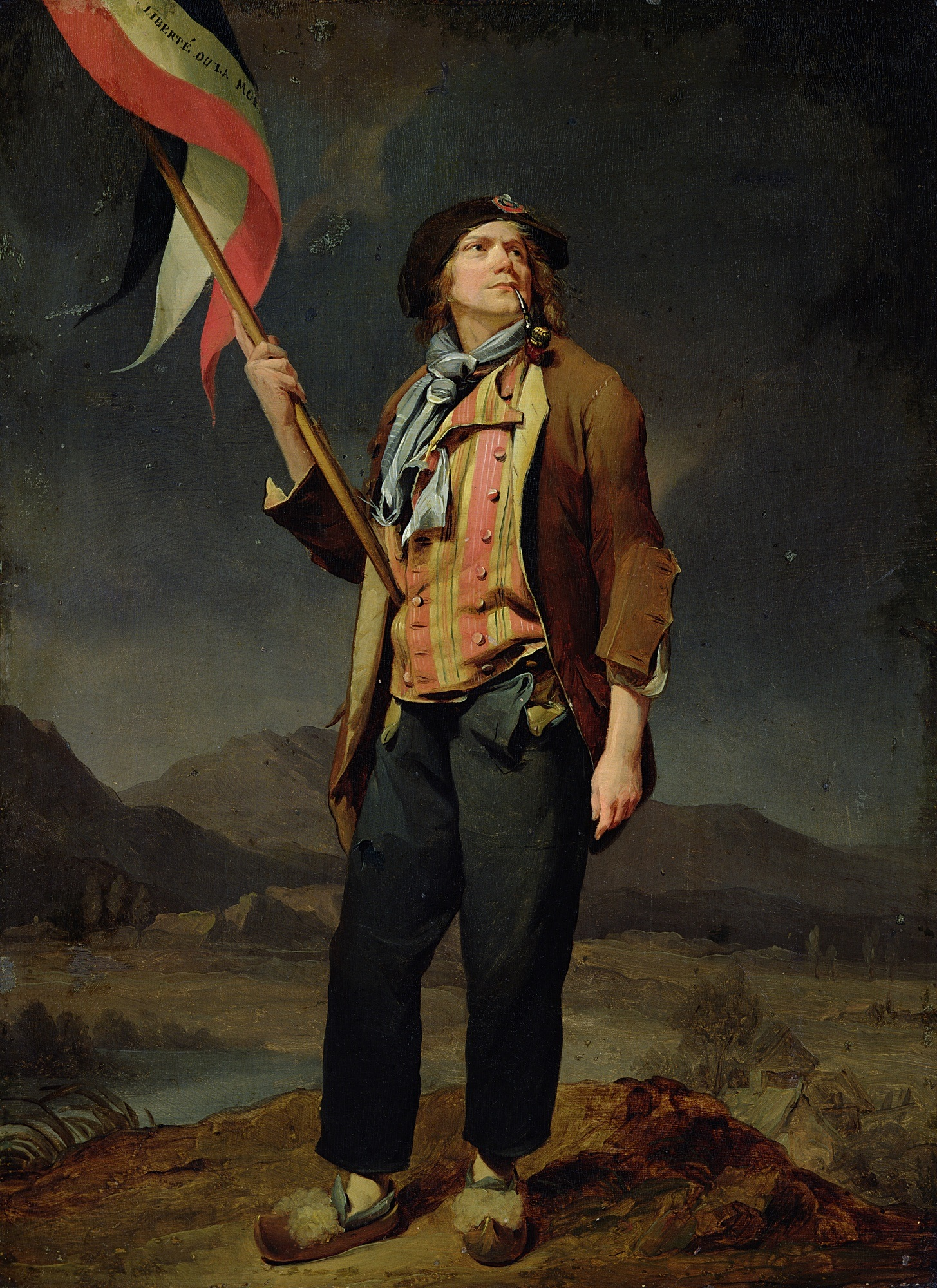
Un sanculotto, ottobre 1792
Quadro di Louis-Léopold Boilly (1792-93)

La carmagnola (in francese la carmagnole) era un capo di vestiario, essenzialmente una giacca, più corta rispetto a quelle di moda al tempo, con file di bottoni di metallo. Veniva indossata con panciotto di tre colori e con una fascia rossa.
Fu sicuramente portato a Parigi dal sud della Francia nel 1792 e divenne in breve il vestito popolare dei giacobini e soprattutto delle ali estreme: i sanculotti.
Sicuramente il nome è legato alla cittadina di Carmagnola, ma con qualche incertezza sui dettagli. Secondo l'Enciclopedia Britannica originariamente era un costume agricolo piemontese. La tradizione italiana lo riconduce, invece, agli operai dei canapifici o al fatto di essere fatto con una qualità di canapa detta appunto Carmagnola.
Di pari passo con la fortuna del vestito si diffuse un canto, fortemente critico nei confronti del re, e soprattutto della regina Maria Antonietta, soprannominata Madame Veto.
La carmagnola rimase il vestito dei rivoluzionari e persino quando nel 1893 ci furono i fasci siciliani si descrive la cavalcata dei contadini "vestiti con le carmagnole nere e il garofano rosso."